# Разжигаев, Геннадий Павлович
Геннадий Павлович Разжигаев — советский хозяйственный и политический деятель.

## Биография
Родился в 1936 году в Соликамске. Член КПСС.
Окончил Московского технологического института легкой промышленности.
В 1959—1967 гг. — мастер участка, начальник участка, главный инженер, заместитель директора, директор Армавирского завода резинотехнических изделий.
В 1967—1976 гг. — директор Балаковского завода резиновых технических изделий имени 50-летия СССР.
В 1976—1982 гг. — первый секретарь Балаковского горкома КПСС.
В 1982—1987 гг. — заведующий отделом организационно-партийной работы Саратовского обкома КПСС.
В 1987—1991 гг. — заместитель председателя — начальник Главного планово-экономического управления Саратовского облисполкома.
В 1991—1992 гг. — генеральный директор совместного советско-французского предприятия «Европейская мебельная компания».
Делегат XXVI съезда КПСС.
Умер в 1992 году.
Почётный гражданин города Балаково (2021).

## Награды
- Орден Трудового Красного Знамени (1971, 1976)
- Орден Дружбы народов (1986)